# Municipio de Charleston (Kansas)
El municipio de Charleston (en inglés: Charleston Township) es un municipio ubicado en el condado de Washington en el estado estadounidense de Kansas. En el año 2010 tenía una población de 78 habitantes y una densidad poblacional de 0,84 personas por km².

## Geografía
El municipio de Charleston se encuentra ubicado en las coordenadas 39°52′46″N 96°58′1″O / 39.87944, -96.96694. Según la Oficina del Censo de los Estados Unidos, el municipio tiene una superficie total de 92,73 km², de la cual 91,83 km² corresponden a tierra firme y (0,98 %) 0,91 km² es agua.

## Demografía
Según el censo de 2010, había 78 personas residiendo en el municipio de Charleston. La densidad de población era de 0,84 hab./km². De los 78 habitantes, el municipio de Charleston estaba compuesto por el 100 % blancos, el 0 % eran amerindios, el 0 % eran asiáticos, el 0 % eran isleños del Pacífico, el 0 % eran de otras razas y el 0 % eran de una mezcla de razas. Del total de la población el 0 % eran hispanos o latinos de cualquier raza.